# 사막 목록

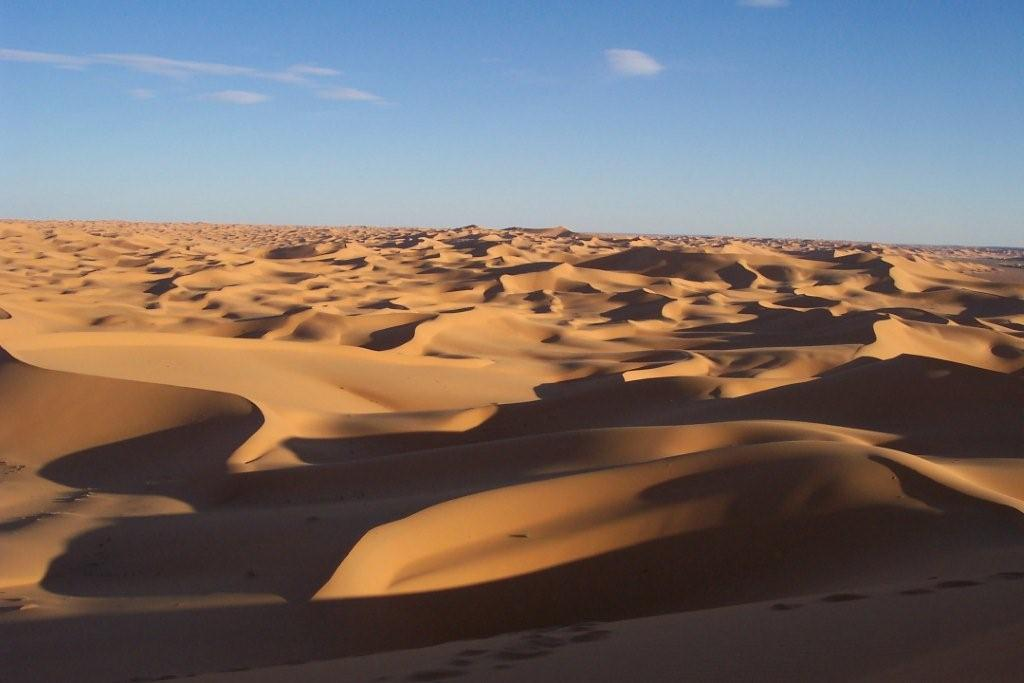
사하라는 세계에서 가장 큰 핫데저트이다

이것은 사막이 위치한 세계 지역별 사막 목록이다.

## 아프리카

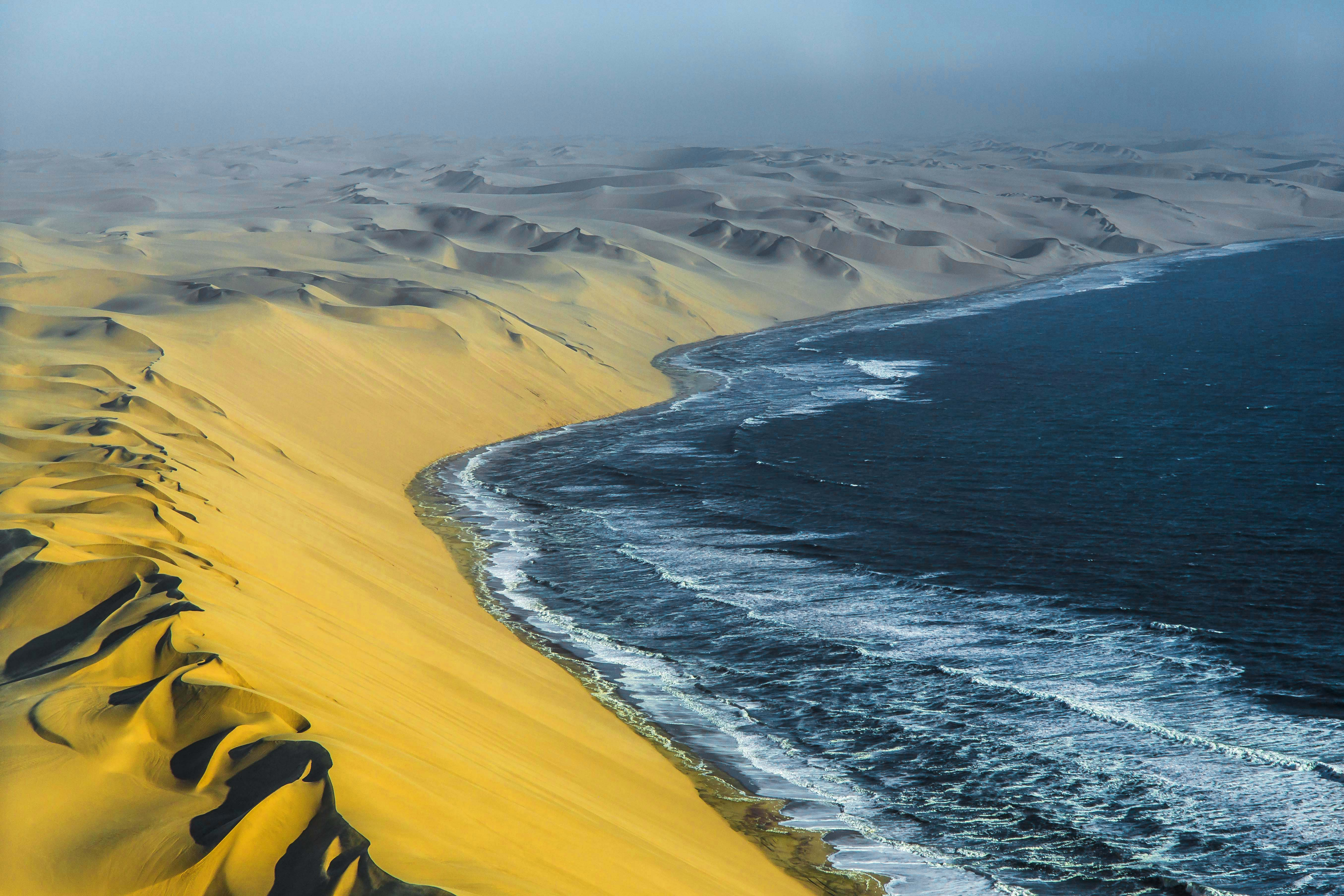
나미브 사막

- 칼라하리 사막 – 보츠와나 대부분과 나미비아 및 남아프리카 공화국 일부를 포함하는 사막
- 카루 사막 – 남아프리카 공화국 남부 일부를 포함하는 사막
- 나미브 사막 – 현재 나미비아에 있는 사막
- 다나킬 사막 – 아파르 삼각지대에 위치하며 에티오피아 북동부, 에리트레아 남부, 지부티 남부 및 소말리아 북서쪽을 포함하는 사막
  - 에리트레아 해안 사막 – 에리트레아 해안 남부 및 지부티 해안을 따라 위치한 사막
- 구반 사막 – 소말리아 북서부 해안을 따라 위치한 사막
- 그랑바라 사막 – 지부티 남부 일부를 포함하는 사막
- 찰비 사막 – 케냐 북부, 에티오피아 국경을 따라 있는 사막
- 니이리 사막 – 케냐 남부, 탄자니아 국경을 따라 위치한 사막
- 롬풀 사막 – 세네갈 북서부, 다카르와 생루이 사이에 위치한 사막
- 사하라 사막 – 아프리카에서 가장 큰 사막이자 세계에서 가장 큰 핫데저트로, 북아프리카 대부분을 포함하며 다음과 같은 사막으로 구성된다.
  - 테네레 – 니제르 북동부와 차드 서부를 포함하는 사막사하라 사막

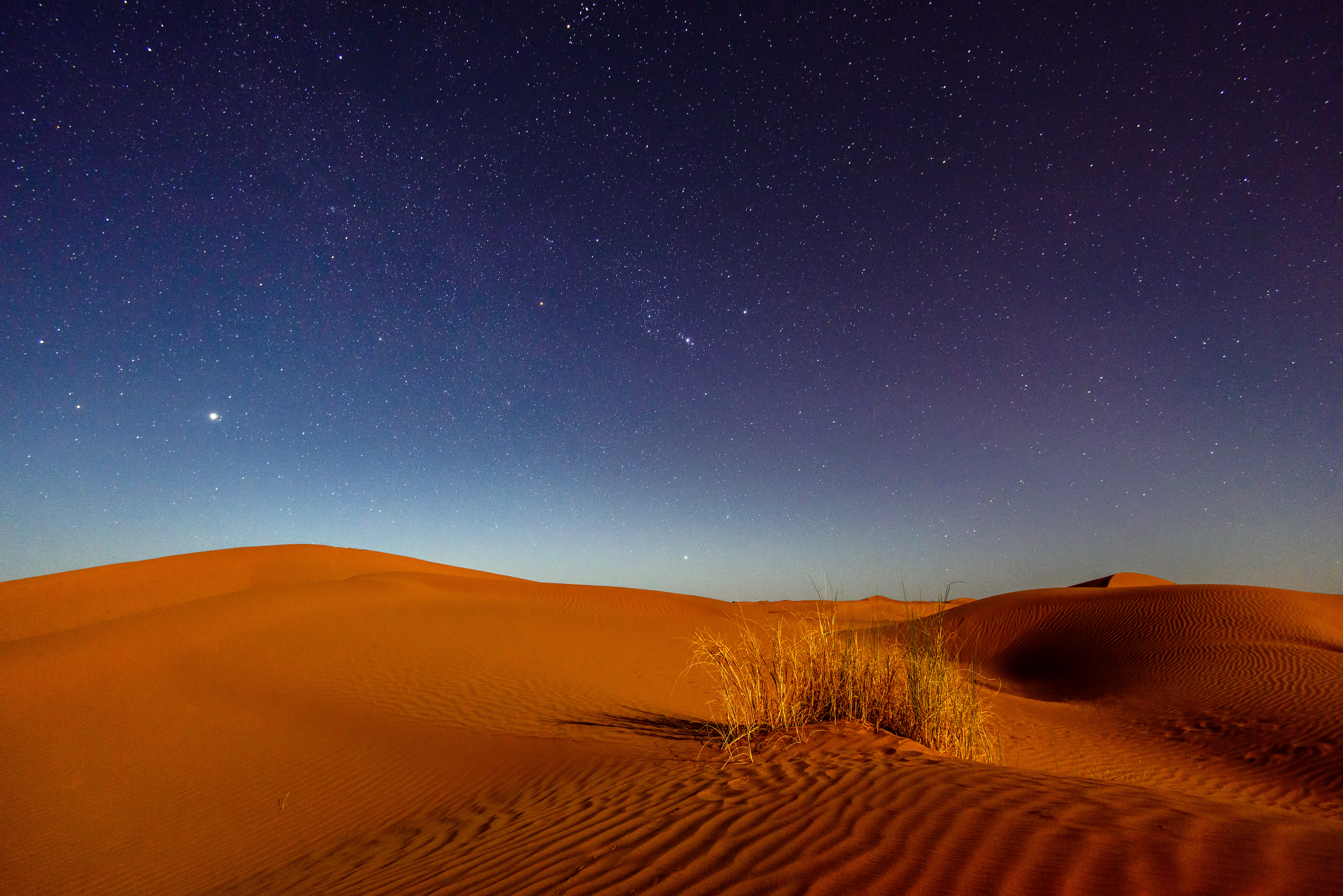
사하라 사막

  - 타네즈루프트 – 말리 북부, 니제르 북서부 및 알제리 중부와 남부, 아하가르산맥 서쪽에 위치한 사막
  - 엘 주프 – 모리타니 북동부 및 말리 북서부 일부를 포함하는 사막
  - 주라브 사막 – 차드 북중부를 포함하는 사막
  - 틴-툼마 사막 – 니제르 남동부, 테네레 남쪽에 위치한 사막
  - 리비아 사막 (일명 서부 사막) – 리비아 동부, 이집트 서부 및 수단 북서부, 나일강 서쪽에 위치한 사막
    - 화이트 사막 – 이집트 서부 일부를 포함하며 이집트 파라프라에 위치한 사막

  - 이스턴 사막 – 이집트 동부 및 수단 북동부, 나일강과 홍해 사이에 위치한 사막
    - 누비아 사막 – 수단 북동부, 나일강과 홍해 사이에 위치한 사막
    - 바유다 사막 – 수단 동부, 누비아 사막 바로 남서쪽에 위치한 사막

  - 시나이 사막 – 이집트 시나이반도에 위치한 사막
  - 대서양 연안 사막 – 사하라 사막 서쪽 해안을 따라 위치하며 서사하라와 모리타니의 좁은 띠를 차지하는 사막

## 아시아
- 아라비아 사막 – 아라비아반도의 사막 단지:
  - 알 하팀 사막 – 아부다비 근처의 사막
  - 아드다나 사막 – 아라비아 사막의 주요 중앙 부분으로 사우디아라비아 일부를 포함하는 사막
  - 룹알할리 사막(Rub' al Khali) – 세계에서 가장 큰 모래 사막으로 사우디아라비아, 오만, 아랍에미리트 및 예멘 대부분을 포함하는 사막
  - 네푸드 사막 – 아라비아반도 북부에 위치한 사막
  - 람라트 알 사바타인 – 예멘 북중부에 위치한 사막
  - 와히바 사막 – 오만 대부분을 포함하는 사막네게브의 항공 사진

네게브의 항공 사진

  - 유대 광야 – 이스라엘 동부와 요르단강 서안 지구에 위치한 사막
  - 네게브 사막 – 이스라엘 남부에 위치한 사막
- 브로모산 – 동자와주, 인도네시아 브로모 텡게르 스메루 국립공원에 있는 화산 사막
- 카비르 사막 – 이란 중부에 위치한 사막
- 루트 사막 – 이란 남동부에 위치한 큰 염전 사막
- 폴론드 사막 – 이란 동부에 위치한 사막
- 마란자브 사막 – 이란 중부에 위치한 사막
- 캇파나 사막 – 파키스탄에 위치한 한랭 사막
- 인더스 계곡 사막 – 파키스탄에 위치한 사막
- 카란 사막 – 파키스탄에 위치한 사막
- 시리아 사막 – 시리아, 요르단 및 이라크에 위치한 사막
- 탈 사막 – 파키스탄에 위치한 사막
- 타르 사막 – 인도와 파키스탄에 위치한 사막몽골의 고비

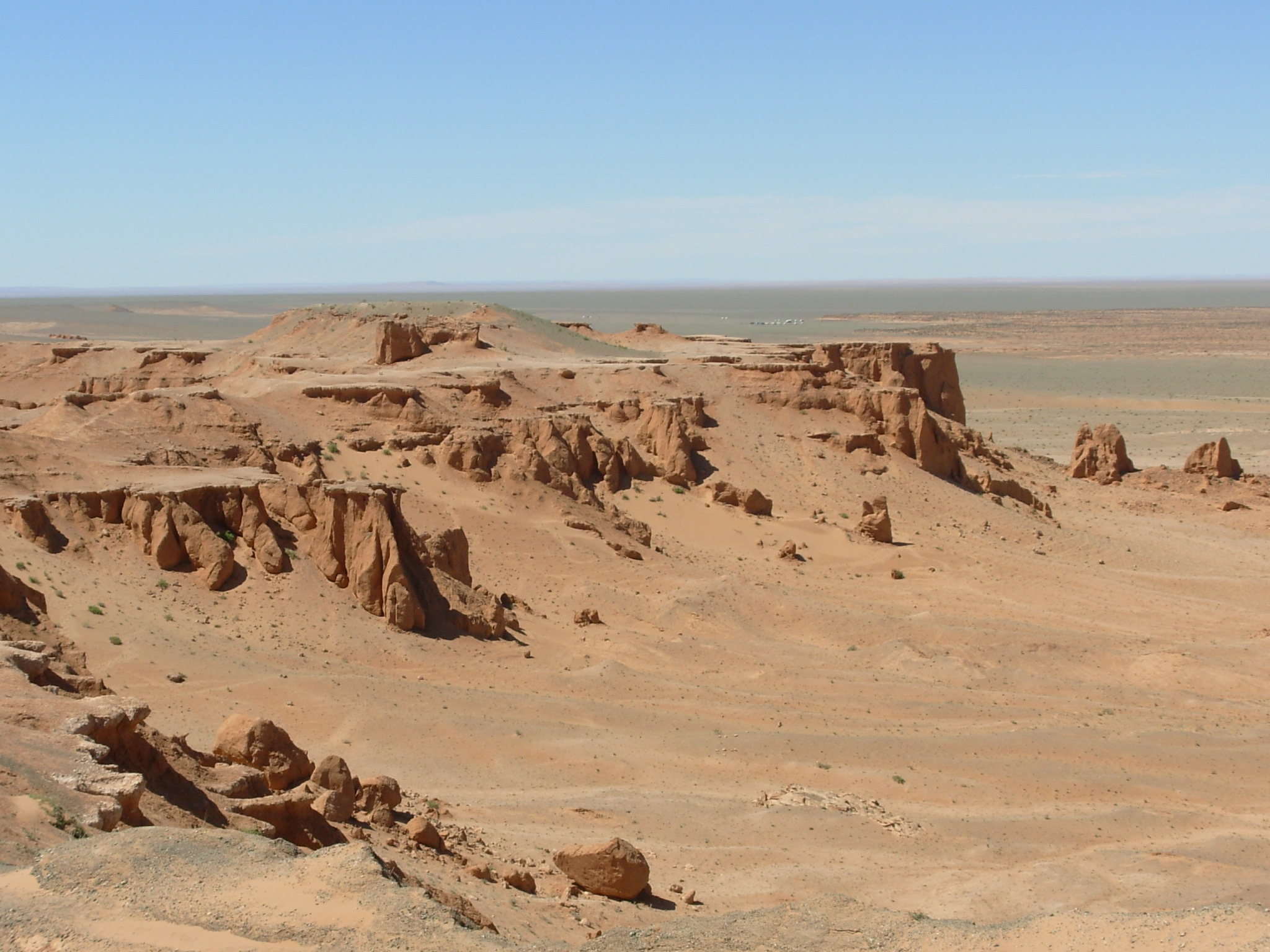
몽골의 고비

  - 촐리스탄 사막 – 파키스탄에 위치한 사막
- 다쉬테 사막 – 아프가니스탄 남서부에 위치한 사막
- 키질쿰 – 카자흐스탄과 우즈베키스탄에 위치한 사막
- 카라쿰 – 중앙아시아에 위치한 큰 사막
- 로프 사막 – 중화인민공화국에 위치한 사막
- 오르도스 – 중국 북부에 위치한 사막
  - 쿠부치 사막 – 중국 북부에 위치한 사막
  - 마오우쑤 사막 – 중국 북부에 위치한 사막
- 고비 – 몽골과 중국에 위치한 사막
  - 바단지린 사막 – 중국에 위치한 사막
  - 하미 사막 – 중국에 위치한 사막
  - 텅거르 사막 – 중국에 위치한 사막
- 타클라마칸 – 중국에 위치한 사막
- 구르반퉁구트 사막 – 중국 북서부에 위치한 사막
- 쿰타그 사막 – 중국 북서부에 위치한 사막
- 카라피나르 사막 – 아나톨리아 중남부에 위치한 사막

## 유럽

### 스페인
- 바르데나스 레알레스 – 스페인 나바라주에 있는 반건조 사막[1]
- 카보 데 가타-니하르 자연공원 – 스페인 알메리아에 있는 건조 사막[2][3]
- 모네그로스 사막 – 스페인 아라곤에 있는 반건조 사막[4]
- 타베르나스 사막 – 스페인 알메리아주에 있는 건조 및 반건조 사막[5]

### 기타 유럽 국가
- 올레쉬키 사막 – 우크라이나 헤르손주에 있는 모래 반건조 사막

## 북아메리카

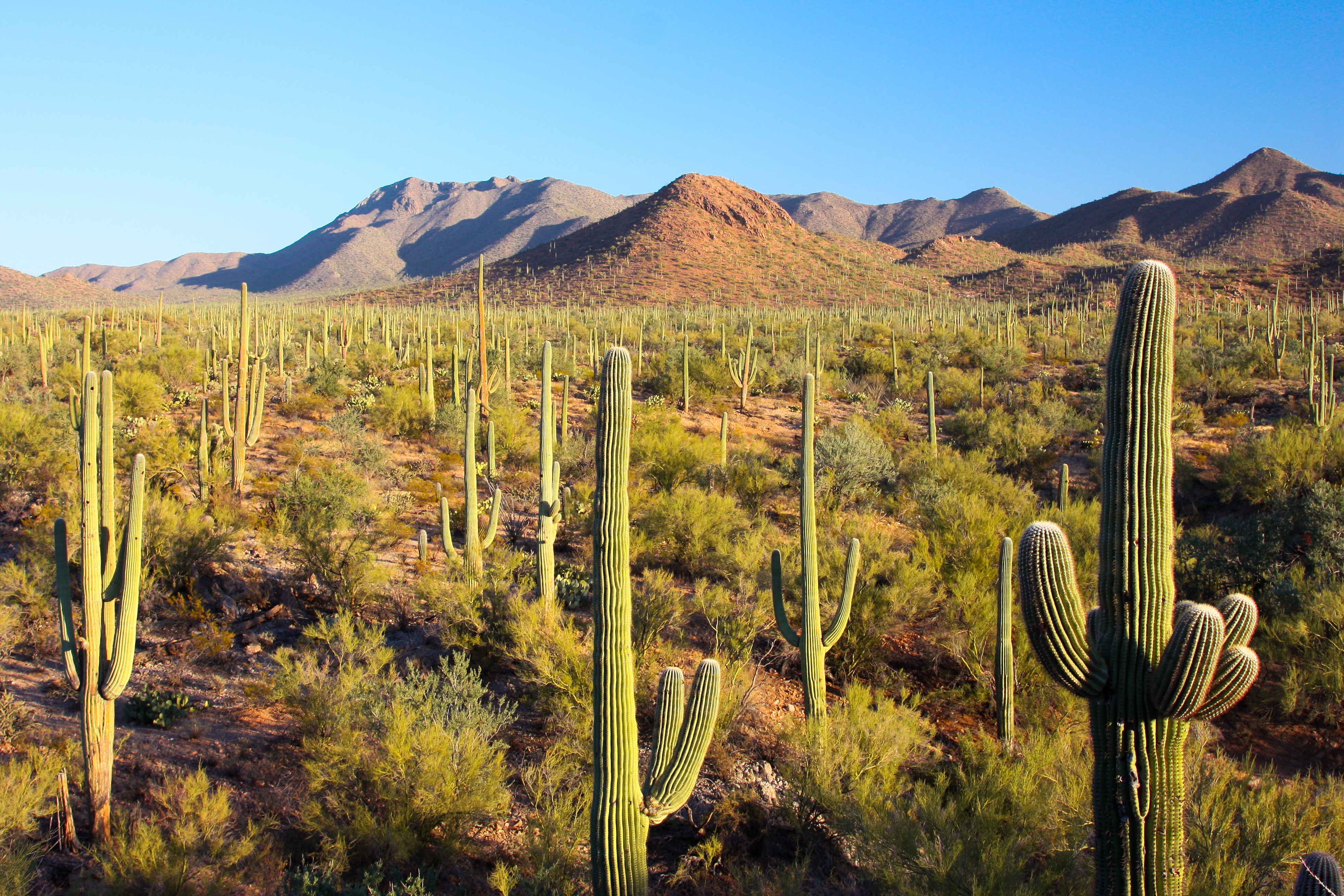
소노라 사막

- 치와와 사막 – 멕시코와 미국에 있는 사막
- 그레이트베이슨 사막
  - 블랙록 사막
  - 데스 밸리
- 모하비 사막 – 미국에 있는 사막
- 레드 사막 (와이오밍)
- 소노라 사막 – 미국과 멕시코에 있는 사막
  - 콜로라도 사막
  - 그란 데시에도 데 알타르
- 톰슨 고원 – 캐나다에 있는 사막

## 오세아니아

### 오스트레일리아

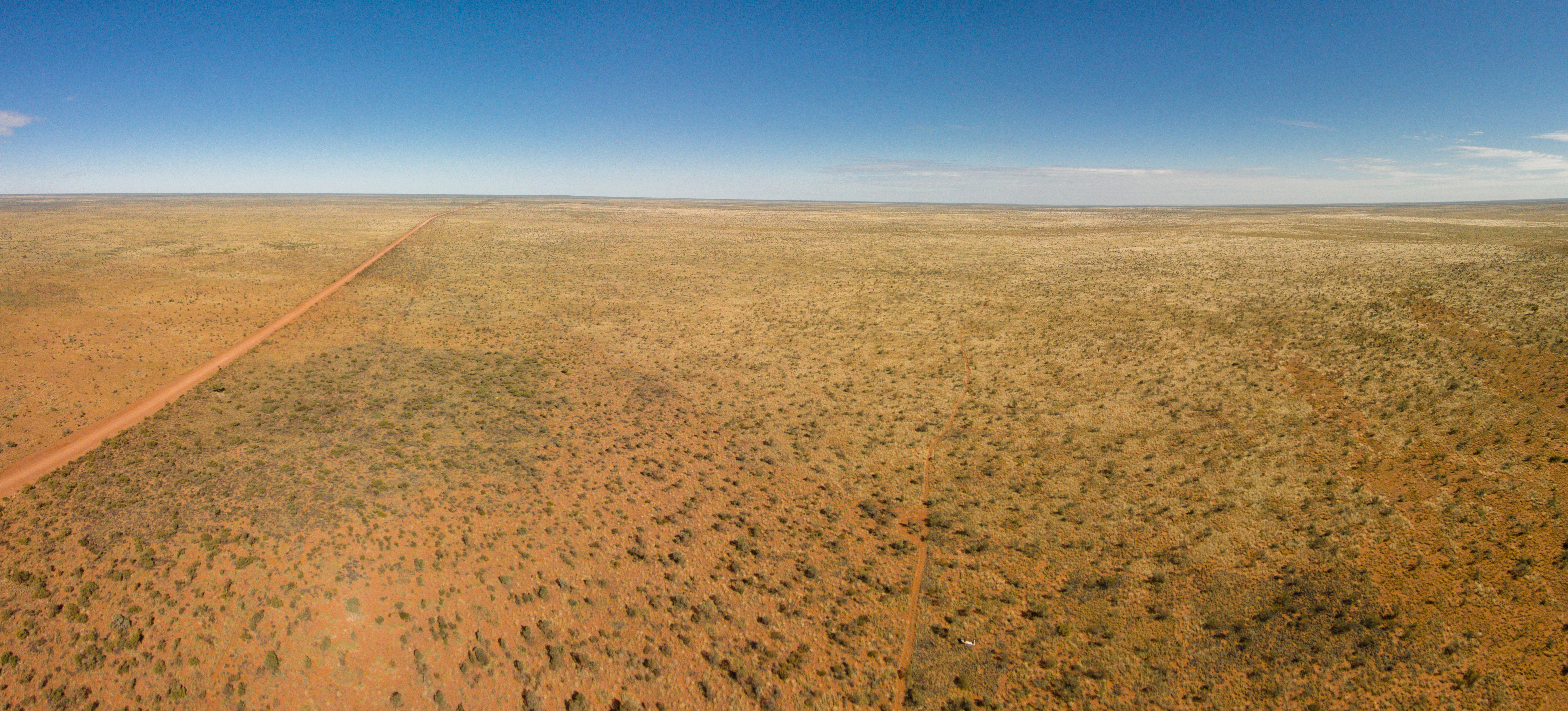
오스트레일리아의 타나미 사막

- 센트럴 사막 – 오스트레일리아 중앙의 사막
- 깁슨 사막 – 오스트레일리아 중앙의 사막
- 그레이트샌디 사막 – 오스트레일리아 북서부의 사막
- 그레이트빅토리아 사막 – 오스트레일리아에서 가장 큰 사막
- 리틀 샌디 사막 – 오스트레일리아 서부의 사막
- 심프슨 사막 – 오스트레일리아 중앙의 사막
- 스트젤레키 사막 – 오스트레일리아 중남부의 사막
- 타나미 사막 – 오스트레일리아 북부의 사막

## 남아메리카

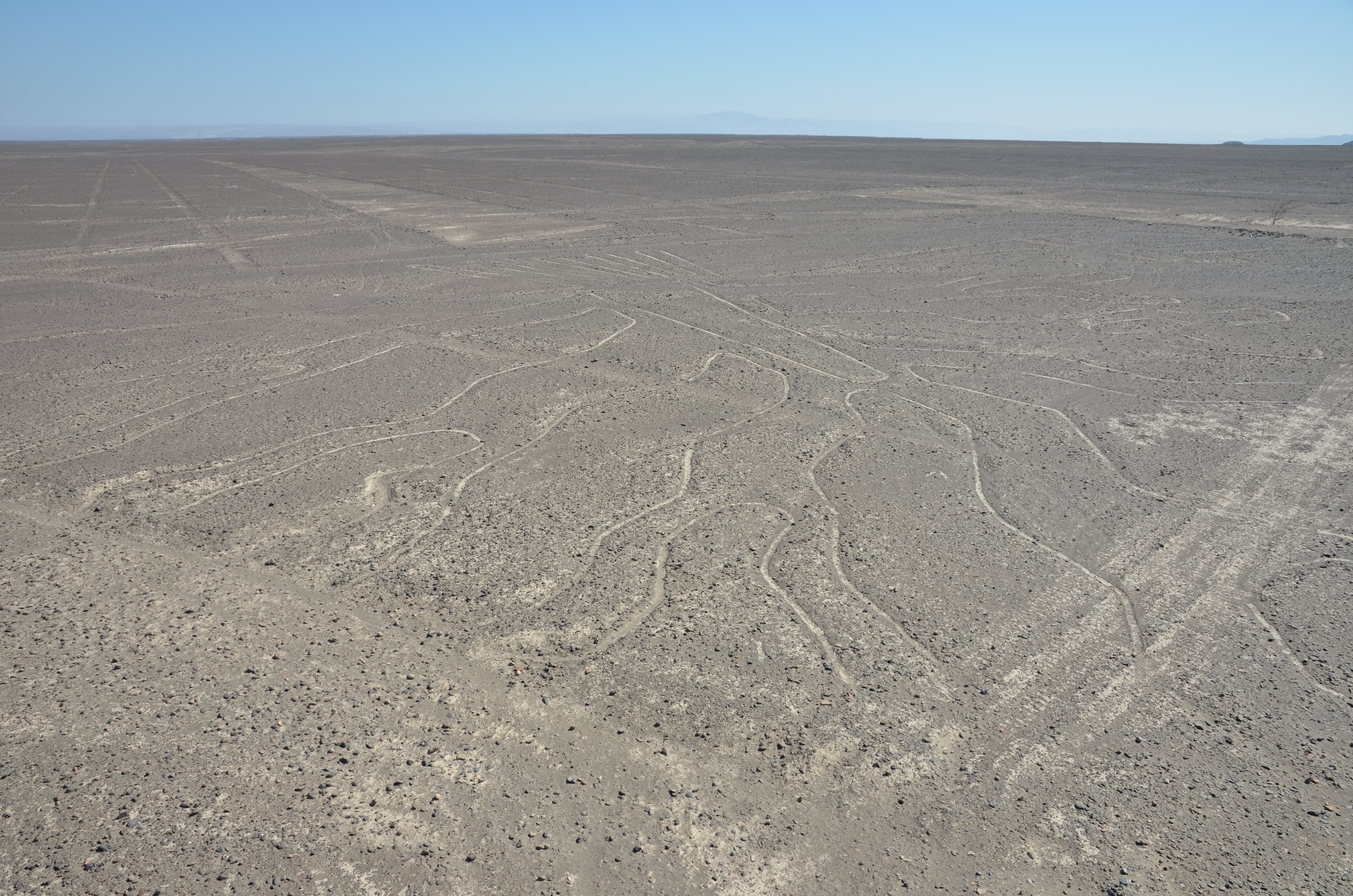
페루의 세추라 사막

- 아타카마 사막 – 칠레와 페루에 있는 사막
- 라과히라 사막 – 콜롬비아와 베네수엘라에 있는 사막
- 몬테 사막 – 아르헨티나, 파타고니아 사막 위에 있는 작은 사막
- 파타고니아 사막 – 아메리카에서 가장 큰 사막으로 아르헨티나에 위치
- 세추라 사막 – 페루 피우라주 남쪽에 위치한 사막
- 자라파오 – 브라질 토칸칭스주에 있는 사막 공원

## 극지방

### 남극
- 남극 사막 – 세계에서 가장 큰 사막[6][7]
  - 맥머도 드라이 밸리 – 빅토리아랜드에 있는 극도로 건조하고 눈이 없는 일련의 계곡
  - 마이어 사막 – 남극점 근처에 있는 작은 사막

### 북극
- 북극 사막 – 세계에서 두 번째로 큰 "사막"이지만, 얼어붙은 바다, 육지 빙하, 툰드라로 구성되어 있어 (이 섹션의 다른 부분과 마찬가지로) 일반적인 의미의 사막 기후는 아니다.
  - 북미 북극 – 북미에 있는 큰 툰드라
    - 그린란드 – 남극과 마찬가지로 대부분 육지 빙하로 덮여 있다

  - 러시아 북극 – 러시아에 있는 큰 툰드라

## 의사 사막
일부 지형은 "사막"이라고 불리며 이름에 이 단어가 포함될 수도 있지만, 기상학적 의미의 사막 정의를 충족하지 않는다.
- 아코나 사막 – 이탈리아 시에나 지역.
- 바헤이루 다 파네카 – 아소르스 제도의 점토 평원.
- 브웬도프스카 사막 – 폴란드의 모래 지역.
- 버런 – 아일랜드 클래어주의 석회암 카르스트.
- 카크로스 사막 – 캐나다 유콘 준주의 사구 시스템.
- 차라 사막 – 러시아 시베리아 지역.
- 델리블라츠카 페슈차라 – 세르비아 보이보디나의 모래 평원.
- 메인 사막 – 미국 메인주에 있는 40에이커의 빙하 사구 평원.
- 웨일스 사막 – 웨일스의 넓은 고지대 지역.
- 두나스 도스 잉글레세스 – 브라질의 사구 시스템.
- 던제네스 – 영국 사우스이스트잉글랜드의 자갈 평원으로, 오해의 소지가 있게 "영국 유일의 사막"이라고 불린다.[8]
- 아이슬란드 고지대 – 아이슬란드의 내륙 고원;
- 조아퀴나 해변 – 브라질의 해변.
- 카우 사막 – 근처의 킬라우에아산 화산으로 인한 산성비 때문에 하와이주의 사막화 지역.
- 라르자크 – 프랑스 마시프상트랄 남부의 석회암 카르스트 고원.
- 렌소이스 마라냥시스 국립공원
- 리베로제 사막 - 남부 브란덴부르크주, 독일에 있는 옛 군사 훈련장의 사막
- 멜니크 사막 협곡 – 불가리아의 협곡.
- 올테니안 사하라 – 루마니아 올테니아의 사막화 지역.
- 포비티 카마니 – 불가리아의 암석 지형.
- 레드 사막 (남아프리카 공화국) – 남아프리카 공화국의 사막과 유사한 지역.
- 렘노스 사구 – 림노스섬의 사구 평원.
- 주르제바츠 사구 – 크로아티아의 사구 시스템.
- 슬리핑 베어 사구 – 미국 미시간주의 호숫가.
- 스워빈스키 국립공원 – 폴란드의 사구 평원.
- 돗토리 사구 – 일본 돗토리현의 사구 시스템.
- 차드 분지 국립공원 – 나이지리아 북부의 사막 공원.

## 같이 보기
- 사막
- 사막화
- 면적순 사막 목록
- 극지 사막
- 툰드라